# Côtes du Marmandais

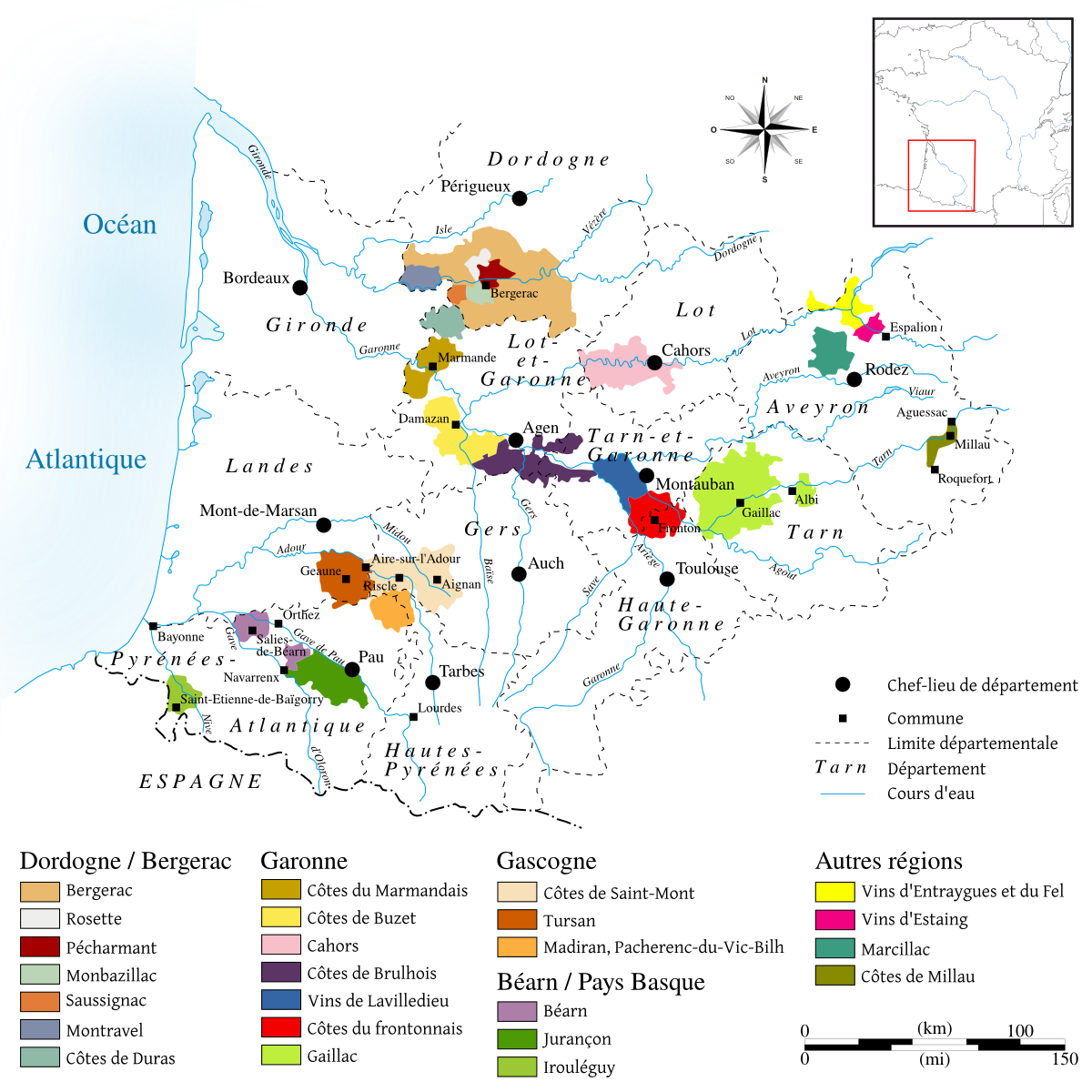
Weinbauregion Sud-Ouest

Côtes du Marmandais ist ein südfranzösisches Weinbaugebiet in der Weinbauregion Sud-Ouest im Nordwesten des Agenais.

## Lage
Die nach der Kleinstadt Marmande benannte Appellation liegt im Norden der Weinbauregion dieser Region. Die Weinberge umfassen rund 1700 Hektar Rebfläche südlich der Appellation Bergerac und haben seit dem 2. April 1990 den Status einer Appellation d’Origine Contrôlée. Die Rebflächen liegen beiderseits der Garonne und in direkter Verlängerung der Bordeauxappellationen Entre deux mers und Graves.

## Gemeinden
Die Rebflächen befinden sich in 27 Gemeinden des Départements Lot-et-Garonne: Beaupuy, Bouglon, Cambes, Caubon-Saint-Sauveur, Castelnau-sur-Gupie, Cocumont, Escassefort, Guérin, Lachapelle, Lagupie, Lévignac-de-Guyenne, Marcellus, Marmande, Mauvezin-sur-Gupie, Meilhan-sur-Garonne, Monteton, Montpouillan, Peyrière, Romestaing, Saint-Avit, Saint-Géraud, Saint-Martin-Petit, Saint-Sauveur-de-Meilhan, Sainte-Bazeille, Samazan, Seyches und Virazeil.

## Weine
Es werden in erster Linie Rotweine und Roséweine erzeugt.
- Der Rotwein und der Rosé werden aus maximal 75 % der Hauptrebsorten Cabernet Franc, Cabernet Sauvignon und Merlot sowie maximal 50 % der Nebenrebsorten Abouriou, Malbec, Fer Servadou, Gamay und Syrah verschnitten.
- Der stets trocken ausgebaute Weißwein wird aus der Leitrebsorte Sauvignon Blanc (max. 70 %) sowie den Nebenrebsorten Muscadelle, Sémillon und Ugni Blanc verschnitten.

Die Ertragsbeschränkungen belaufen sich auf 55 Hektoliter/Hektar für die Rot- und Roséweine sowie auf 66 Hektoliter/Hektar für die die Weißweine. Das Mostgewicht muss für Rotweine bei mindestens 163 g/l liegen. Für Rosé- und Weißweine liegt diese Grenze bei niedrigen 153 g/l.